# Carme Laura Gil i Miró
Carme Laura Gil i Miró (Benisanet, 1935) es una filóloga y política de Cataluña, España.
Licenciada en Filología clásica, fue catedrática de latín en el Instituto Joan Maragall de Barcelona y profesora de la Universidad Autónoma de Barcelona. Militante de Convergència Democràtica de Catalunya (CDC), en 1980 fue nombrada directora general de bachillerato de la Generalidad.
En las elecciones generales de 1996 fue elegida diputada por la circunscripción electoral de Barcelona dentro de la candidatura de Convergencia i Uniò, donde destacó por haber votado a favor de la despenalización del aborto. Renunció al escaño en 1999 para ser nombrada consejera de Educación de la Generalidad de Cataluña, cargo que ocupó hasta 2003. Ese mismo año fue elegida diputada en el Parlamento de Cataluña.